# 大慶汽車

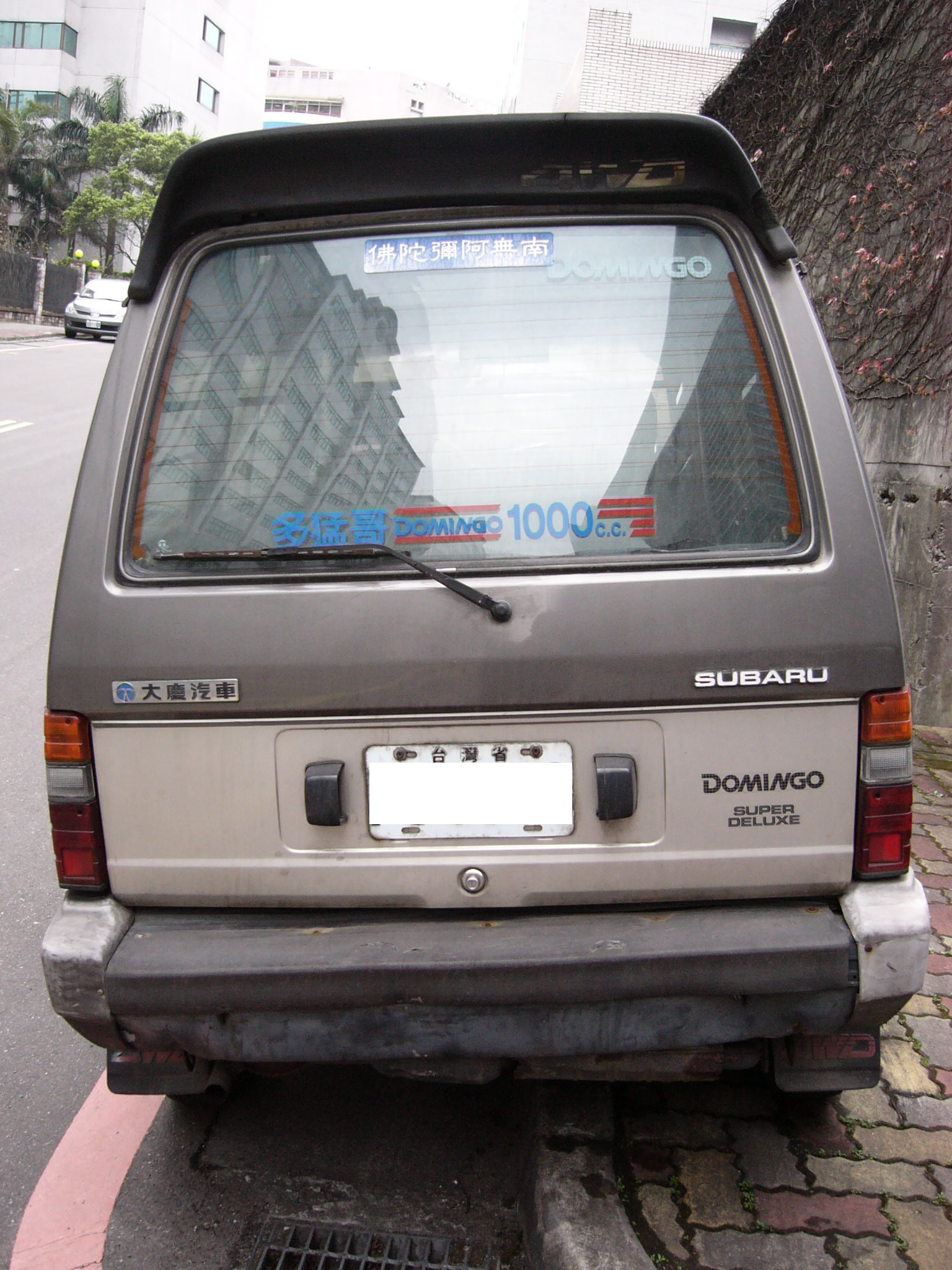
大慶汽車製ドミンゴの後端。リアハッチ上に大慶汽車のバッジを見ることができる。

大慶汽車工業股份有限公司（ダーチン/だいけい・きしゃこうぎょう、Ta Ching Motor Co.、略称TCMC）は、1986年から2002年まで存在した台湾の自動車製造会社である。本社は屏東市にあり、台湾における日本のスバルブランドの現地生産を担った。主要株主は台湾ベスパ（台湾偉士伯）および親会社の富士重工業であった。1989年の現地生産開始後、1990年と1991年の年間生産台数は2万台であったが、2001年には1,713台へと激減した。TCMCは2002年に解散し、TCMCと富士重工業の提携は終了した。

## 沿革
1986年11月、富士重工業と台湾ベスパ社との間で合弁事業として設立された。当時台湾で8番目の自動車製造会社であった。1989年、ドミンゴとジャスティの生産が開始し、その年の年内に、富士重工業はTCMCとの長期契約を結んだ。TCMCはその後ハッチバック車のジャスティを基にして台湾市場独自のセダンモデル・テュット（TUTTO）を開発した。翌年、排気量2.2リットルのスバル・レガシィが輸入された。
1997年、スバル・インプレッサが発表され、生産が開始された。これらはフィンランド、チリ、ドミニカ共和国へ輸出され、北欧およびラテンアメリカ諸国へと輸出された初の台湾製自動車となった。しかしながら、台湾国内での販売不振によりTCMCの経営は芳しくなく、長期債務を負うことになった。
2002年3月、富士重工業はTCMCから全ての日本人取締役を引き揚げた。屏東市にあるTCMCの工場は台湾における本田技研工業の主要生産拠点として台湾本田へ売却された。

## その後
2002年4月1日、富士重工業の子会社として設立されたスバル オブ タイワン（Subaru of Taiwan Co., Ltd.）が台湾におけるスバル車の輸入を引き継いだ。
2006年、シンガポールを拠点とするMotor Image Enterprises Pte Ltd. が台湾におけるスバルブランドの委任権を富士重工業から取得し、台湾意美汽車（Taiwan Motor Image Co., Ltd.）を設立した。初の販売代理店は2007年11月に台北市内湖区に設立された。

## 製品
- ドミンゴ
- エストラット（金福相）
- インプレッサGT/RX
- カサブランカ（日本名・インプレッサカサブランカ）
- ジャスティ ハッチバック
- テュット セダン
- レガシィ（日本からの輸入）
- フォレスター（日本からの輸入）

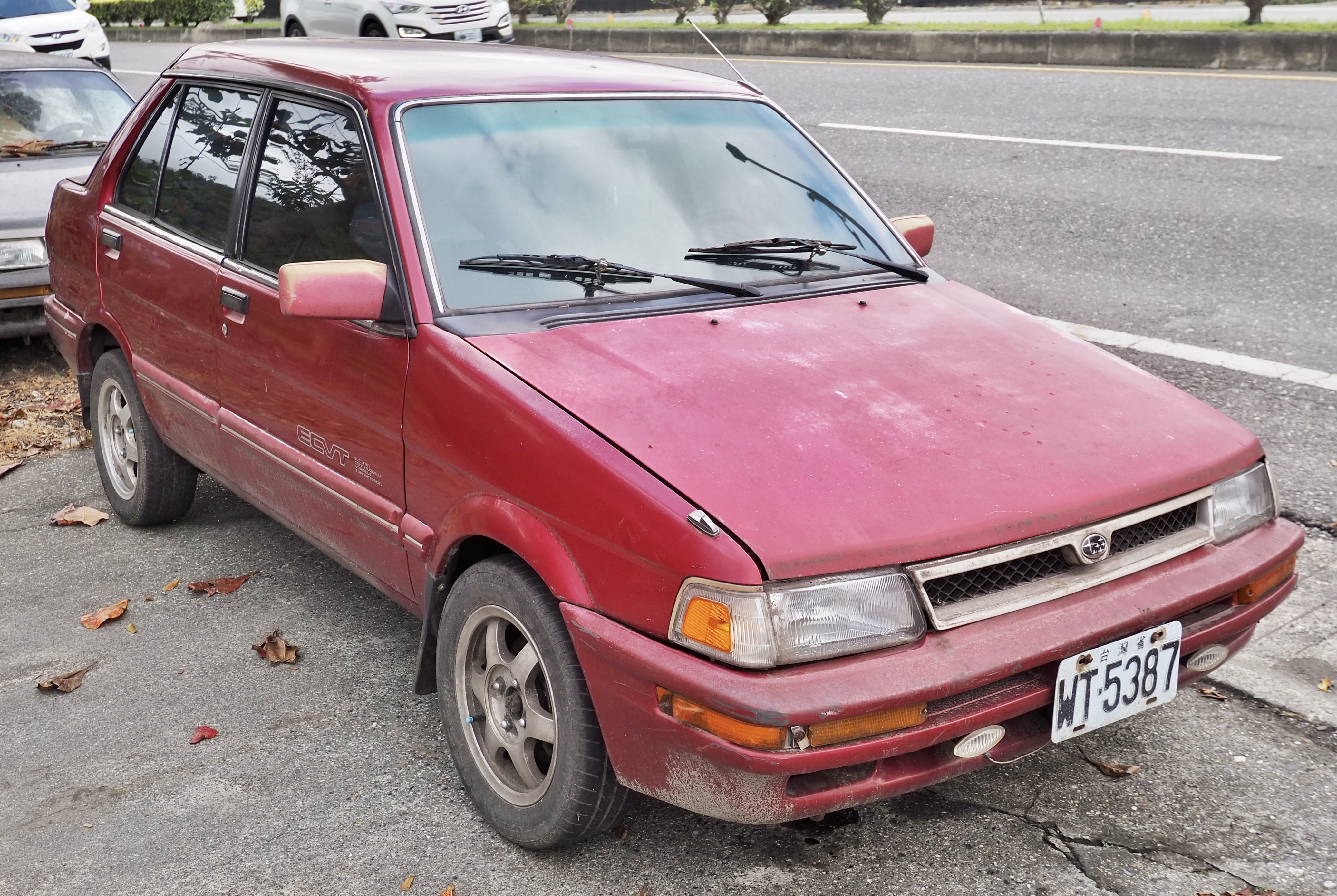
テュット
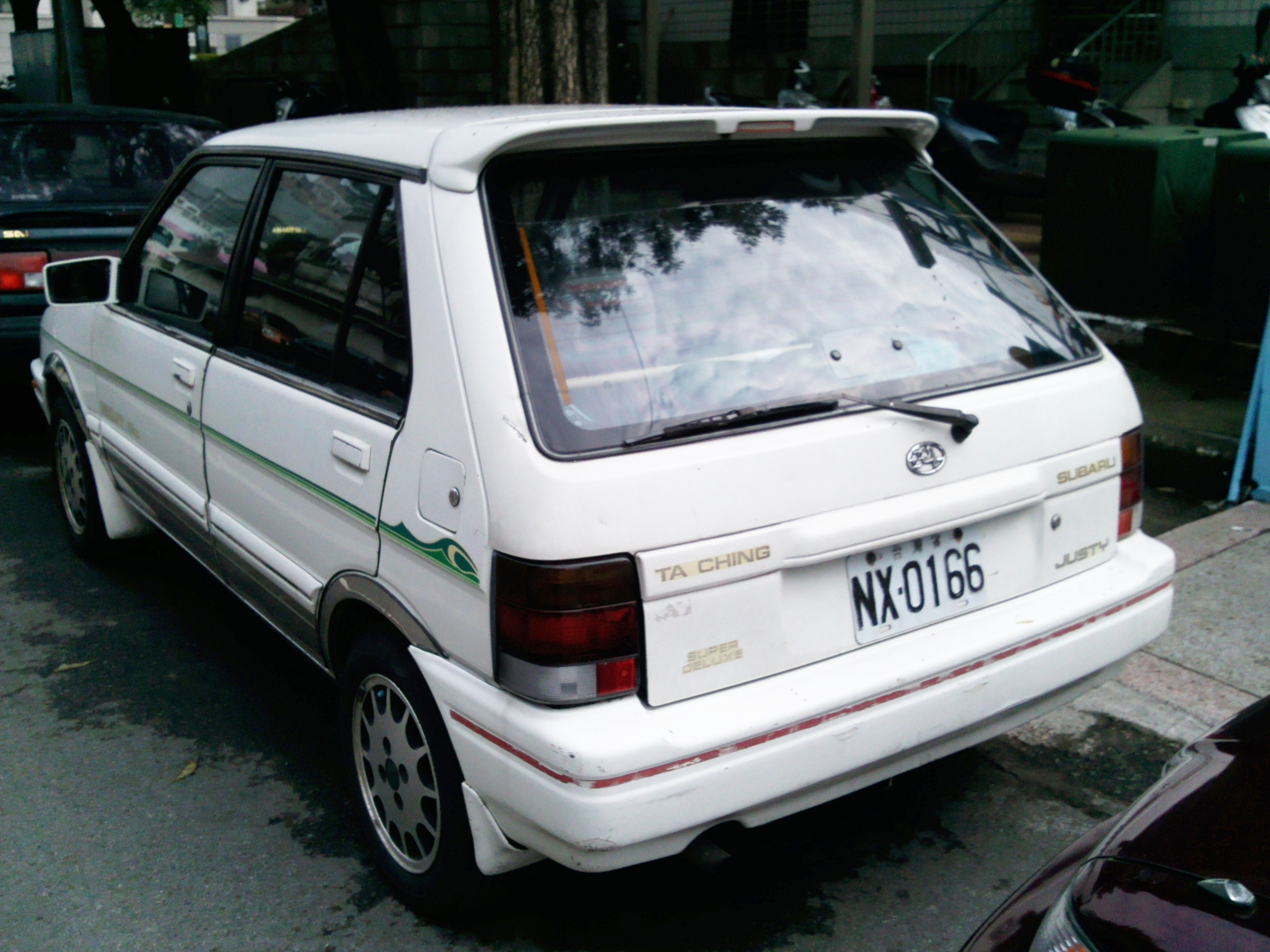
初代ジャスティ。「TA CHING」のロゴ付き。
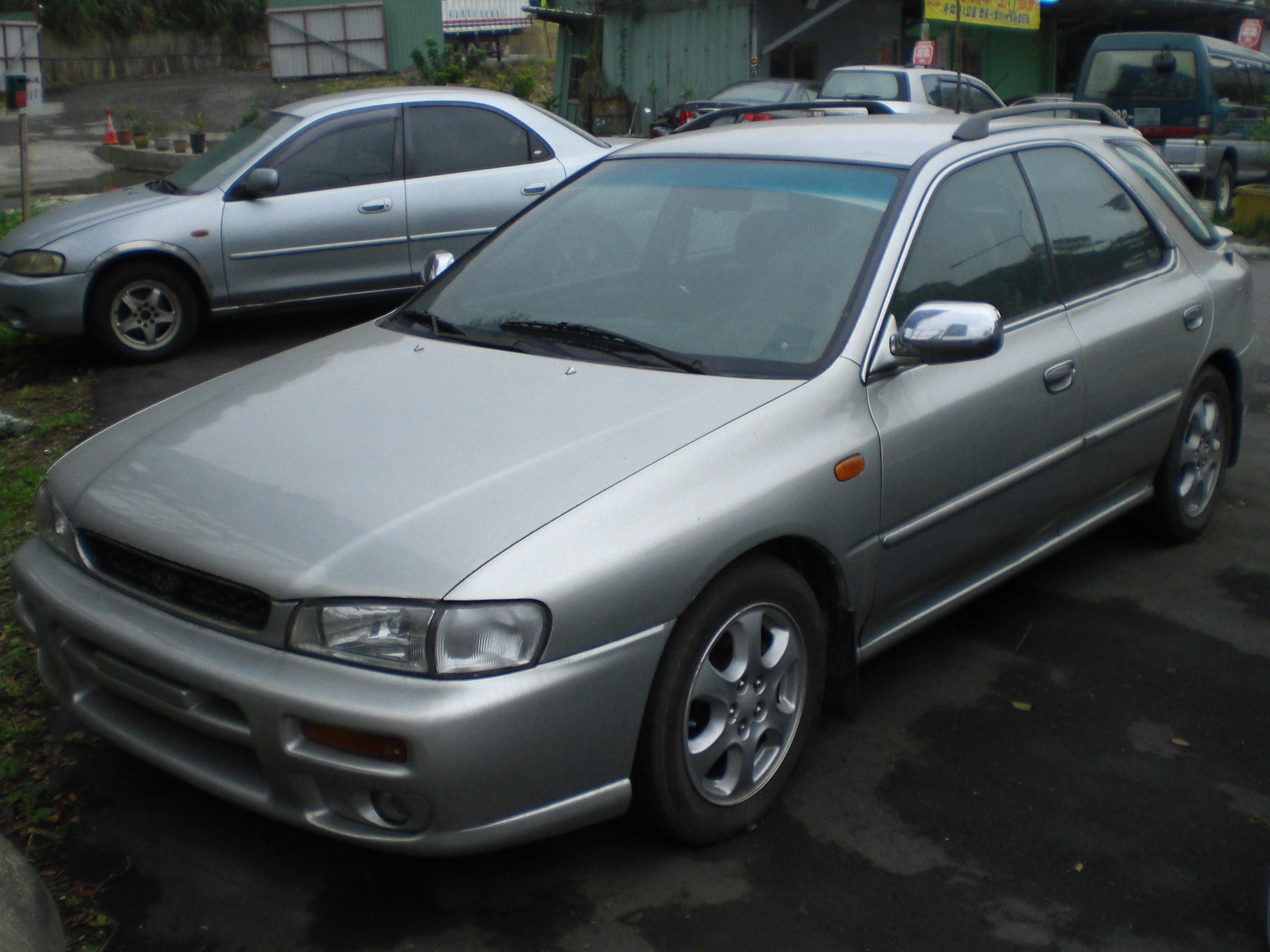
初代インプレッサAWD
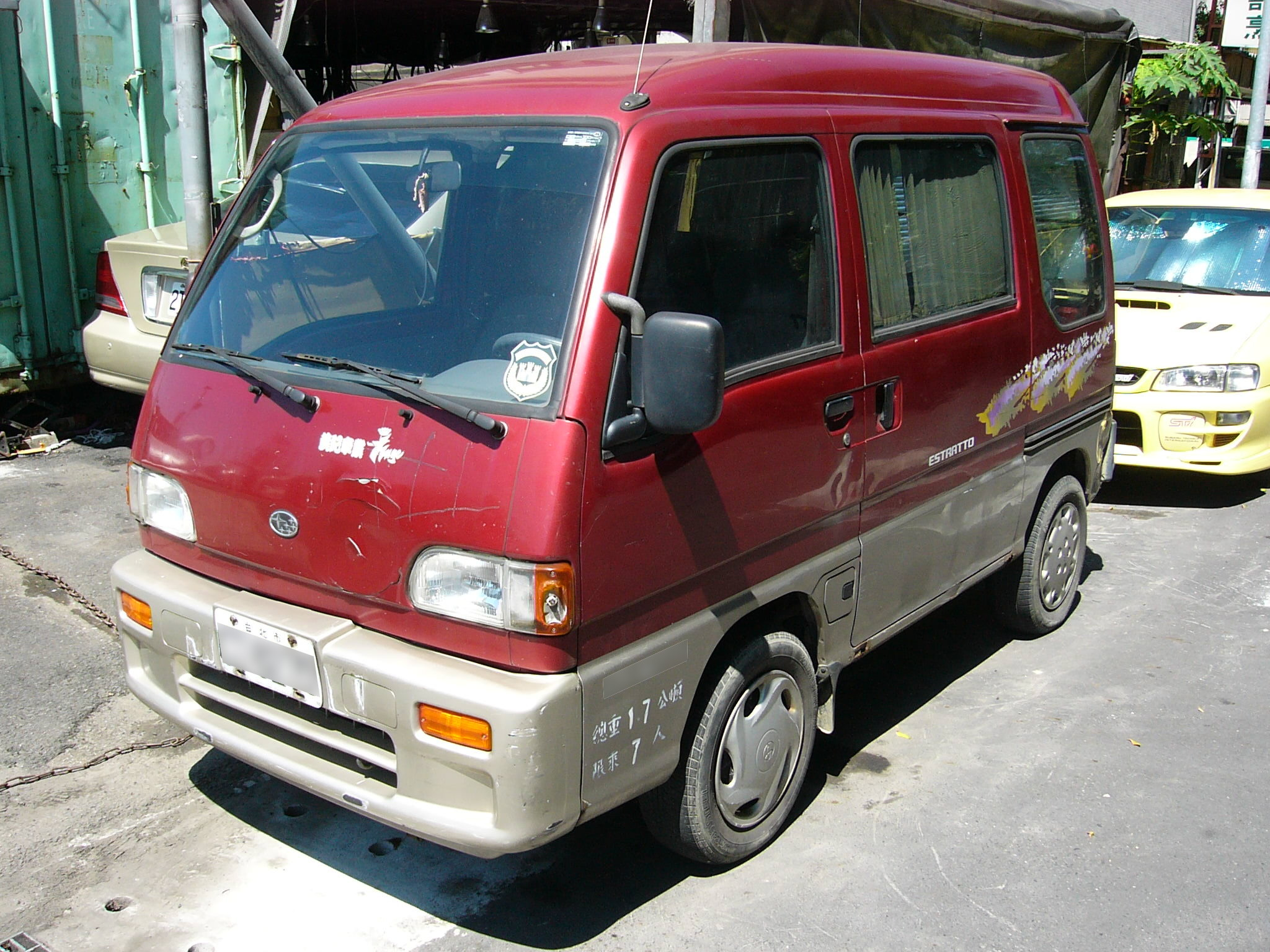
エストラット1.2MPI
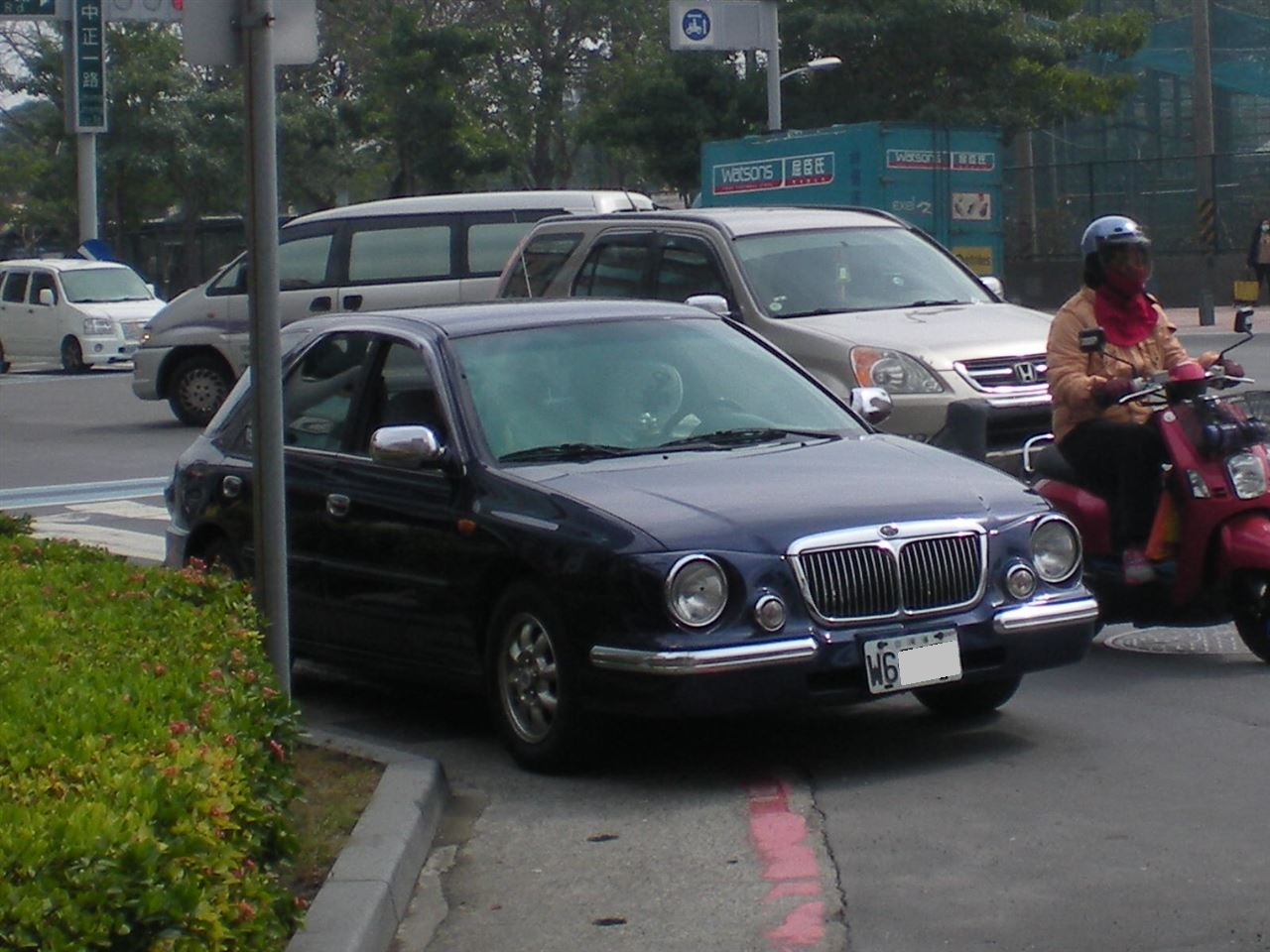
カサブランカ
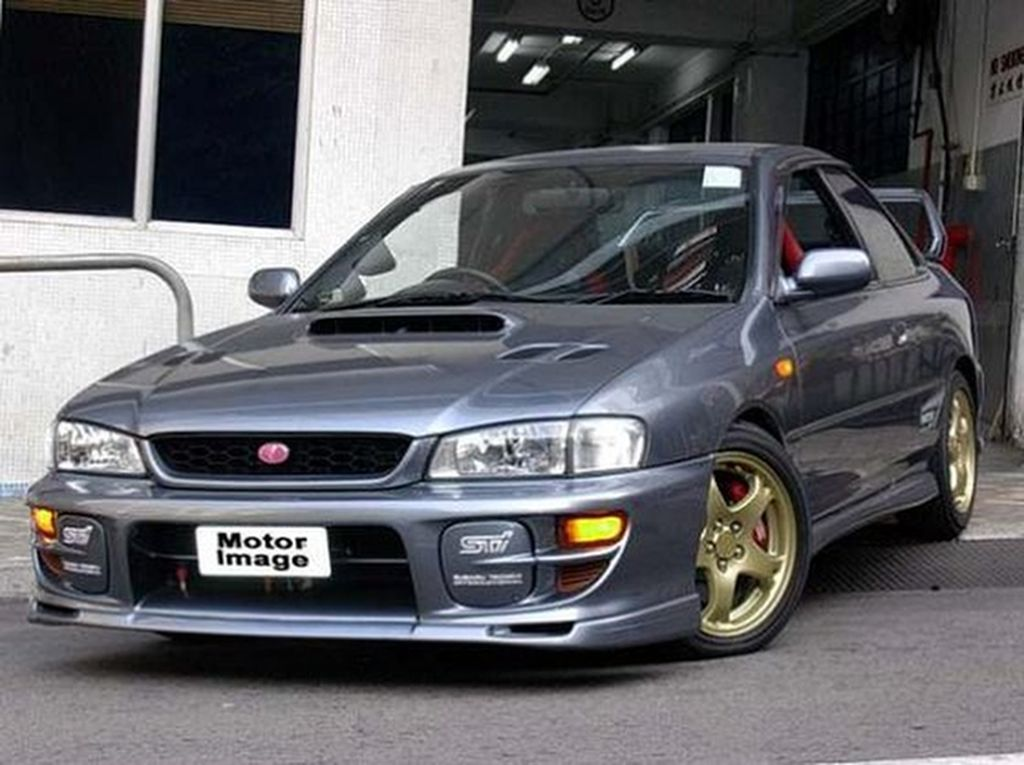
インプレッサGT